# تضعیف اجتماعی
تضعیف اجتماعی مخالف اصطلاح حمایت اجتماعی است. برای مثال، در زمینه کاری به نسبت دادن نقض قوانین به صورت عمدی و با هدف از بین بردن شهرت و اعتبار دیگران و توانایی آنها به انجام دادن کار توسط آن‌ها یا توانایی آنها برای ایجاد و حفظ ارتباط‌های مثبت. تضعیف اجتماعی در روابط به قصد خدشه‌دار نمودن نامحسوس اعتبار افراد به کار می‌رود. غالباً در تضعیف اجتماعی نقاب خیرخواهی یا دلگیری از فرد زده می‌شود تا عمل ظاهر موجهی به خود گرفته و نتوان به آن انگ تهمت یا غیبت زد. حسادت یا رقابت ناسالم از انگیزه‌های اقدام به تضعیف اجتماعی افراد است.